# Кучар, Айзик Евелевич
Алесь Ку́чар (настоящее имя — А́йзик Е́велевич Ку́чар; бел. Алесь Ку́чар; 27 июня 1910 — 9 апреля 1996, Минск) — белорусский советский драматург, киносценарист, критик. Член Союза писателей СССР (1934).

## Биография
Родился 27 июня 1910 года в семье служащего в деревне Прудище (ныне — Смолевичский район, Минская область, Беларусь).
Учился в минском Белорусском педагогическом техникуме (1927—1929), в Белорусском государственном университете (1929—1932), в Высшем педагогическом институте в Минске, в Московском институте философии, литературы и истории имени Н. Г. Чернышевского (1937).
В 1926 году работал в Смолевичском райисполкоме делопроизводителем. В 1932—1936 годах — в редакциях белорусских республиканских газет, на Белорусском радио.
В 1938—1940 годах — старший преподаватель Минского педагогического института имени М. Горького.
Во время Великой Отечественной войны — журналист фронтовых газет.
С 1945 года — заместитель главного редактора газеты «Літаратура і мастацтва», с 1948 года — заведующий отделом в «Настаўніцкай газеце», с 1951 года — редактор Государственного издательства Белорусской ССР, с 1960 года — литературный консультант Союза писателей Белорусской ССР. В 1960—1968 годах — член сценарно-редакционной коллегии киностудии «Беларусьфильм».
Умер 9 апреля 1996 года в Минске.

## Киносценарии
- 1958 «Красные листья» (совместно с Аркадием Кулешовым)
- 1958 «Часы остановились в полночь» (совместно с Николаем Фигуровским)
- 1963 «Письма к живым»
- 1968 «Восточный коридор» (совместно с Валентином Виноградовым)
- 1968 «Мы живём в Минске» (документальный)[4]

### Сборники литературно-критических статей
- бел. «Вялікая перабудова» («Великая перестройка») (1933)
- бел. «Літаратурна-крытычныя артыкулы» («Литературно-критические статьи») (1953, 2-е изд. — 1980)
- бел. «Аб мастацкай прозе» («О художественной прозе») (1961)
- бел. «Аблічча часу» («Облик времени») (1971)

### Брошюры
- бел. «Творчасць М. Багдановіча» («Творчество М. Богдановича») (1939)
- бел. «Янка Купала» («Янка Купала») (1948)

### Книга очерков
- бел. «На партызанскай зямлі» («На партизанской земле») (1943)

### Сборник избранных пьес и киносценариев
- бел. «Над Дзвіной, Нямігай, Віліяй» («Над Двиной, Немигой, Вилией») (1962)

## Награды и звания
- Орден «Знак Почёта» (25.02.1955)
- Орден Отечественной войны 2 степени
- Медали